# Tikapur
Tikapur (Nepali टीकापुर) ist eine Stadt (Munizipalität) im Westen Nepals im Distrikt Kailali.
Die Stadt liegt im Terai am Westufer der Kauriala, dem westlichen Flussarm der Karnali.
Das Stadtgebiet umfasst 67,11 km².
Die Stadt besitzt einen Flugplatz, den Tikapur Airport.

## Einwohner
Bei der Volkszählung 2011 hatte Tikapur 56.127 Einwohner (davon 26.893 Männer) in 11.630 Haushalten.